# Тріфешть (Нямц)
Тріфешть, Тріфешті (рум. Trifești) — село у повіті Нямц в Румунії. Входить до складу комуни Тріфешть.
Село розташоване на відстані 279 км на північ від Бухареста, 37 км на схід від П'ятра-Нямца, 62 км на південний захід від Ясс.

## Населення
За даними перепису населення 2002 року у селі проживали 3105 осіб, з них 3104 особи (> 99,9%) румунів. Рідною мовою 3104 особи (> 99,9%) назвали румунську.